# Signore di Man
Il Signore di Man (in inglese: Lord of Mann, in lingua mannese: Chiarn Vanninagh) è il Capo di Stato dell'Isola di Man. L'attuale Signore di Man è il re Carlo III del Regno Unito.
Il titolo è Signore di Man, anche se il Capo di Stato dovesse essere una donna. Durante il regno della Regina Vittoria, invece, il titolo fu modificato temporaneamente in Signora di Man. Il titolo ufficiale in latino è Dominus Manniae.
Il titolo in quanto tale non viene correttamente usato. Il titolo di Signore di Man (e precedentemente quello di Re di Man) è esistito in una posizione di vassallo sotto la Corona del Regno Unito (prima del 1801 del Regno di Gran Bretagna), e non è pienamente sovrano eccetto per la virtù di unione personale con la Corona. Per questa ragione, la dizione corretta utilizzata a Man è quella di Re, Signore di Man.

## Elenco dei Signori

### XVI secolo
Prima del 1504, il governatore dell'Isola di Man era il Re di Man.
- Thomas Stanley, II conte di Derby, 1504-1521
- Edward Stanley, III conte di Derby, 1521-1572
- Henry Stanley, IV conte di Derby, 1572-1593
- Ferdinando Stanley, V conte di Derby, 1593-1594
- disputa sulla successione 1594-1607 (controllo esercitato dalla Corona inglese)

### La disputa sulla successione (1594–1607)
Nel 1598 si aprì una disputa sulla successione al titolo di signore dell'Isola di Man tra le figlie di Ferdinando ed il loro zio William. Venne deciso dal Privy Council del sovrano che il diritto sull'isola di Man era di mera competenza della regina Elisabetta I e pertanto le regie patenti del 1405 che avevano conferito l'isola di Man alla famiglia Stanley vennero dichiarate nulle.
La regina comunque, in considerazione dei "molti ed eminenti servizi prestati a lei ed ai suoi reali predecessori da parte dell'onorevole e nobile famiglia degli Stanley" decise di fare un passo indietro e lasciò la decisione al Privy Council.
I Law Lords del Privy Council decisero "di concedere nuovamente la sovranità con regie patenti ed il sigillo d'inghilterra dal momento che il diritto di successione secondo la Common Law d'Inghilterra passava il trono agli eredi in generale, non solo agli eredi maschi", e pertanto l'isola venne concessa alle figlie di Ferdinando, scatenando il ricorso di William.
Le patenti originali vennero vagliate dal Parlamento d'Inghilterra nel 1609 sotto Giacomo I che passò un Act of Parliament privato dal titolo "Un atto per assicurare e stabilire l'isola di Man nel nome e nel sangue di Guglielmo, conte di Derby" [(1609) 7 Jac.1 c.4] stabilendo per legge il titolo di Signore di Mann. La signoria venne concessa il 7 luglio 1609 a William Stanley, VI conte di Derby. Le successioni che seguirono fecero riferimento a questo atto.

### Signoriad interim(1607–1609)
Nell'attesa della risoluzione della disputa, venne stabilito che le figlie di Ferdinando Stanley ne erano le legittime eredi. Dal momento che la maggiore di queste non raggiunse la maggiore età se non nel 1609, due signori temporanei di Man vennero creati da Giacomo I con delle lettere patenti, cosicché le figlie potessero beneficiare delle rendite dall'Isola.
- Henry Howard, I conte di Northampton, 1607–1608
- Robert Cecil, I conte di Salisbury, 1608–1609

Al raggiungimento della maggiore età della prima, ormai stremata nelle finanze dalla disputa, venne costretta a vendere allo zio William Stanley i diritti sull'isola. Egli poté ottenere il titolo di Signore di Man con un atto del parlamento specifico.

### XVII secolo
- William Stanley, VI conte di Derby, 1609-1612 (confermato nel 1610)
- Elizabeth de Vere, contessa di Derby, 1612-1627
- James Stanley, VII conte di Derby, 1627-1651 (conosciuto come 'il Grande Stanley')
- Thomas Fairfax, III lord Fairfax di Cameron 1651-1660 (nominato da Oliver Cromwell durante l'interregno inglese)
- Charles Stanley, VIII conte di Derby, 1660-1672 (restaurato da Carlo II)
- William Stanley, IX conte di Derby, 1672-1702
- James Stanley, X conte di Derby, 1702-1736
- James Murray, II duca di Atholl, 1736-1764
- John Murray, III duca di Atholl, 1764-1765 (in luogo della moglie, Charlotte Murray, 8ª Baronessa Strange)

### Passaggio alla Corona britannica
Nel 1765, Charlotte Murray 8ª Baronessa Strange vendette la sovranità dell'Isola al governo britannico per 70.000£, pertanto il Sovrano del Regno Unito divenne Signore di Man.
- Giorgio III, 1765-1820
- Giorgio IV, 1820-1830
- Guglielmo IV, 1830-1837
- Vittoria, 1837-1901
- Edoardo VII, 1901-1910
- Giorgio V, 1910-1936
- Edoardo VIII, 1936
- Giorgio VI, 1936-1952
- Elisabetta II, 1952-2022
- Carlo III, 2022